# Heute-show

Heute-show är ett tyskt TV-program från 2009, som visas på TV-kanalen ZDF. Den är en satirisk nyhetssändning och namnet härstammar från kanalens riktiga nyhetsprogram heute. Chefredaktör är Morten Kühne och programledare är Oliver Welke. Det sänds varje fredag klockan 22:30. 

## Roller
Närvarande teamet av heute-show har 14 personer: 
| Aktör                    | Rollfigur         | Roll                                         |
| ------------------------ | ----------------- | -------------------------------------------- |
| Oliver Welke             | Oliver Welke      | Presentatör                                  |
| Martina Hill             | Tina Hausten      | Reporter och expert i olika ämnen            |
| Christian Ehring         |                   | Reporter och expert i olika ämnen            |
| Olaf Schubert            |                   | Reporter och expert i olika ämnen            |
| Alexander Schubert       | Albrecht Humboldt | Reporter och expert i olika ämnen            |
| Bettina Lamprecht        | Petra Radetzky    | Reporter och expert i olika ämnen            |
| Dietrich Hollinderbäumer | Ulrich von Heesen | Reporter                                     |
| Martin Sonneborn         |                   | Reporter                                     |
| Carsten van Ryssen       |                   | Reporter                                     |
| Lutz van der Horst       |                   | Reporter                                     |
| Alexis Kara              | Dennis Knossalla  | Reporter                                     |
| Christine Prayon         | Birte Schneider   | Reporter                                     |
| Yunus Cumartpay          | Mesut Güngen      | Migrationsexpert                             |
| Hans-Joachim Heist       | Gernot Hassknecht | Kommentator som pratar sig till raserianfall |

## Studiogäster
Heute-showen har haft gäster som Bündnis 90/Die Grünens partiordförande Claudia Roth, och tyska komiker som Michael Mittermeier, Mike Krüger och Monika Gruber.

## Utmärkelser
Tre gånger Deutscher Comedypreis (“Tyska komedipriset”), en gång Deutscher Fernsehpreis (“Tyska tv-priset”) och en Adolf-Grimmeutmärkelsen. 